# 黃金火
黃金火（1895年11月7日—1987年11月8日），於1895年11月7日誕生於府城南廠附近，即馬關條約割台予日本之時，因此黃金火出生於台灣正開啟日本殖民時期的時代，其為臺南本地人，1987年11月8日去世，享年九十三歲。

## 1895—1911年：幼年
黃金火年幼時隨父母從嘉義遷至臺南，借居於親戚家，生活貧困，父母以販售冥紙維持生計。因家境清寒，黃金火一直無法就學，直到十二歲時他才進入臺南第二公學校就讀（為今臺南市北區立人國小），入學年齡相當晚，於1911年畢業，那年黃金火十八歲。

## 1911年—1922年：成醫之路

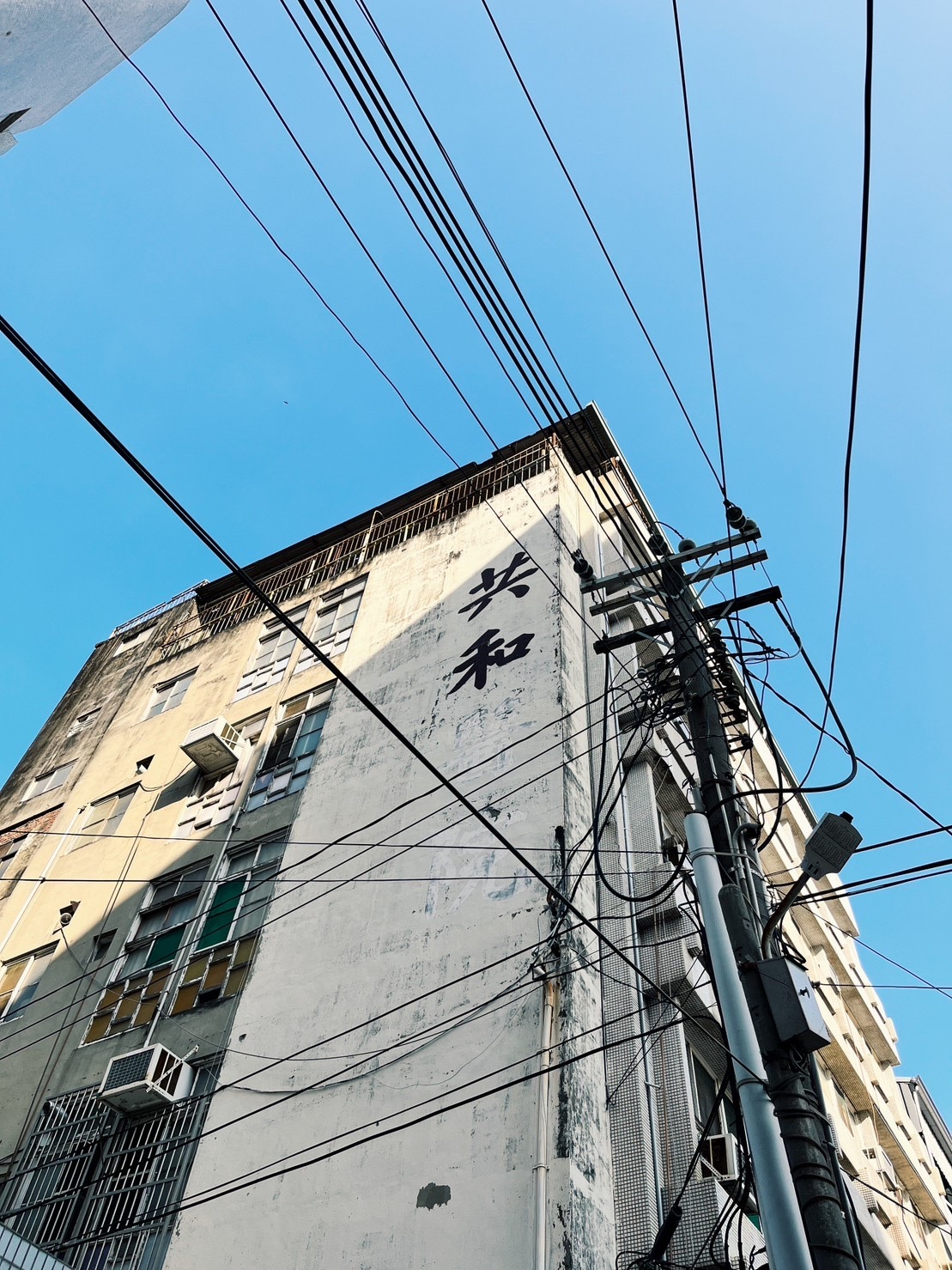
共和醫院現址，今已歇業。

1911年自臺南第二公學校畢業後，同年黃金火以第二名錄取進總督府醫學校（今國立臺灣大學醫學院），並獲得公費補助，1917年（大正六年）以第一名的優異成績畢業，回到台南任職於臺南病院外科（今衛生福利部臺南醫院，簡稱部南醫院）。1920年三月任醫官補，隔年（大正十年）遂積極加入台灣文化協會之活動，1922年離開醫院出來開業，與同樣任職於臺南病院內科的韓石泉共同創辦「共和醫院」，（韓石泉亦是黃金火大學時的學弟，兩人皆就讀於總督府醫學校，後來合作期滿韓石泉即開設台南民權路有名的韓內科診所），醫院取名「共和」，象徵著兩人對於民主共和的嚮往。黃金火負責外科、韓石泉負責內科，共和醫院後為當時台南規模最大之醫院。

## 1922—1945年：台灣文化協會時期

### 一、文協分裂前
黃金火與韓石泉皆是台灣文化協會的成員，致力於推動文化思想啟蒙，為議會設置請願運動之推手、共同主張廢除六三法，黃金火曾於台灣文化協會的通俗演講做演講，演講題目為「水與人生」。黃金火、韓石泉、吳海水、蔣渭水、蔡培火等人亦受牽連於1923年（大正十二年）十二月的治警事件，遭日本警察逮捕，後被釋回。黃金火、韓石泉與王受祿（臺灣第一位留學德國之醫學博士）三位成員被並稱為「臺南文協三要角」。
黃金火善於創作詩詞、歌曲，為泰平唱片公司有名的作詞家，曾出版〈春怨〉、〈阿片歌〉等作品，其除參與台灣文化協會的文化講習會外，亦成立並推廣臺南文化劇團（為1926年八月創立）、安平劇團等，為1930年代台南重要的文化推動者。

### 二、文協分裂後
1927年（昭和二年）台灣文化協會各分流派，轉為主張工農運動，文協就此分裂，是年黃金火創立「文化演藝會」，期許以帶有批判思想、教化眾生的文化劇演出來啟迪民智、宣揚新的知識與思想，於其中擔任編劇、導演，並在自家住宅（臺南市本町四丁目179號，即今臺南民權路234號）訓練演員，如「使用本土語言」、「現代化」、「劇情具有教化意義」、「演員素養」等，皆是訓練的重點目標。共和醫院亦為當時臺南文化劇團的排演場所，劇團人員有如王受祿、韓石泉、林占鰲、盧丙丁等同為台灣文化協會之成員，一群為推展文化思想而奮鬥的青年們於此交流、排練。
1927年三月，劇團於南座劇場（今臺南市中西區民族路、西門路圓環一帶）首次公演，劇目為「戇大老」（二幕劇）、「愛之勝利」（五幕劇）、「非自由之自由」（三幕劇）等三場台語劇，劇目內容大多諷刺傳統封建教條、倡導自由戀愛與人人生而平等，建構國人的民族意識等，這群人以戲劇來提倡台灣的本土語言、對抗日治時期的國語政策（即日語），而劇團現代化的演出服飾、舞台佈置，再到歌詞樂曲，無不帶動了當時的台灣流行音樂，1930年代的歌曲皆深受此影響。臺南文化劇團亦曾於1928年（昭和三年）五月為支持日資高雄淺野洋灰（水泥）會社台籍員工罷工事件而舉辦義演，同年黃金火於臺北醫專畢業。
1935年（昭和十年）黃金火當選臺南市第一屆及第二屆的市會議員，同時兼任臺南市醫師會的副會長、皇民奉公會醫師團臺南市分團副團長，後因於二次世界大戰期間（1939年—1945年）購船協助致力於推展社會改革的赤崁勞働青年會成員陳天順偷渡，遭日警逮捕、酷刑拷打，拘禁九十一天後才獲釋，出來以後黃金火身心大感疲憊，故辭去一切外務、不再涉足政治，專注於醫院事務、醫病看診。於二次世界大戰的最後一年（1945年）美軍轟炸台南，黃金火在民權路的舊宅亦被炸毀，一片混沌之間，黃金火只好到鄉下避難。

## 1945—1987年：不只醫病亦診治社會
由於台南大空襲，1965年黃金火與同為醫師的次子蔡文隆（蔡文隆醫師因過繼給姐妹故姓「蔡」）將共和醫院遷居至現址，即位於今台南永福路二段上、座落於明鄭時期有名的統領巷裡，為五層樓高的水泥建築，改為共和綜合醫院，醫院五樓作為護士宿舍及黃金火居所，於1960、70年代共和醫院來到最繁盛的時期，1971年時醫院病床達到48張，台南人若有病痛往往至此前來求診，然而好景不常，推行健保後，共和醫院因未加入健保而人流減少、加上長期合作之醫師生病，種種原因下最終於2000年關閉歇業。
黃金火醫師一生救死扶傷，經常替窮苦的病人看診，其是共和醫院的院長、亦為作詞家、導演、編劇，於日治時期的社會運動活躍了二十幾年，為推展文化思想奔波，雖於二戰期間受警察拘捕、嚴刑拷打，後感身心勞累，遂不再插手政治的一切事務，然黃金火仍為台灣台南日治時期極具影響力之醫生、文化推動者。

## 個人作品
- 〈春怨〉，林氏好演唱/黃金火作詞/施澤民作曲，臺灣泰平唱片公司（日语：タイヘイレコード），1934年十二月發行[6]

### 〈春怨〉[1]
|  | 牡丹紅豔開 帶露含香人所愛 傷心紅塵界 青春過了敢再來 青春過了沒再來。見景會傷情 為著一家作犧牲 可恨煙花紅 萬斛泉水洗沒清。春宵煩悶多 抱起琵琶無奈何 恐怕無所靠 眠思夢想我哥哥。黃金我無愛 情意投合心花開 悲戀在心內 親愛我君來安排 |

- 〈阿片歌〉，黃金火作詞/鄭有忠作曲[8][7]

## 軼事[1]
根據《臺灣日日新報》報導，黃金火有兩次緊急救人的事蹟，一次為吞食鴉片自殺的婦女、一次為腦溢血之壯年人，雖皆無力可回天，兩次急救全未成功，然而黃金火醫師的醫術仍受大眾所肯定。

## 傳記及相關書籍
- 鄭佩雯著，《白袍與工程帽——先行者的身影》，臺南市：臺南市政府文化局出版，2021年
- 臺灣省醫師名鑑編刊委員會編，《臺灣省醫師名鑑》，臺北：國際文化服務社，1958年，頁266
- 黃裕元著，〈日治時期臺灣唱片流行歌之研究—兼論一九三〇年代流行文化與社會〉，臺灣大學歷史學研究所學位論文，2011年
- 王秀雲，〈巷弄裡的共和國～共和聯合診所〉，《發現醫學臺南》，臺南市：成大出版社，2018年

## 延伸閱讀[1]
- 吳密察編，《文化協會在臺南展覽專刊》，臺南市：國立臺灣歷史博物館，2007年
- 洪淑美口述，《尚嫷的載誌》，臺中市：白象文化，2013年
- 洪淑美口述，《府城醫世情》，臺中市：白象文化，2014年